# Michael Woolfson
Michael Mark Woolfson (* 9. Januar 1927; † 23. Dezember 2019) war ein britischer Physiker.

## Werdegang
Woolfson ging an das Jesus College (Oxford) und erhielt den PhD an der University of Manchester Institute of Science and Technology (UMIST). Von 1952 bis 1954 war er am Cavendish Laboratory der University of Cambridge, von 1954 bis 1955 ICI Fellow der University of Cambridge. Dann war er von 1955 bis 1965 am UMIST und von 1965 bis 1994 Professor für theoretische Physik an der University of York, deren Department of Physics er von 1982 bis 1987 leitete. Er war zuletzt emeritierter Professor der University of York.
Woolfson beschäftigte sich mit der Bildung von Sternen und Planeten sowie der Biophysik und der Kristallstrukturanalyse.

## Auszeichnungen
- 1984 Fellow der Royal Society
- 1984 Fellow der Royal Astronomical Society und des Institute of Physics
- 1986 Hughes-Medaille

## Veröffentlichungen
- Michael M. Woolfson, (2012). Everyday Probability and Statistics, Health, Elections, Gambling and War, 2nd Edition, Imperial College Press. ISBN 978-1-84816-761-2
- Michael M. Woolfson and Fan Hai-Fu, (2005). Physical and Non-Physical Methods of Solving Crystal Structures, Cambridge University Press. ISBN 0-521-01938-9